# Député tchadien
Pour les autres articles nationaux ou selon les autres juridictions, voir Député.
Au Tchad, un député est un élu siégeant à l'Assemblée nationale, chambre parlementaire unique du pays. Son élection se fait au scrutin uninominal majoritaire à un tour dans le cadre des élections législatives.